# ダニエル・P・ハンリー
ダニエル・P・ハンリー（Daniel P. Hanley、1955年 - ）は、アメリカ合衆国の映像編集技師である。『アポロ13』（1995年）でアカデミー編集賞を受賞した。

## 人物
『ラブ IN ニューヨーク』（1982年）以来のロン・ハワード監督作品をマイク・ヒルと共同で手掛けている。
『アポロ13』のほかに、『ビューティフル・マインド』（2001年）、『シンデレラマン』（2005年）、『フロスト×ニクソン』（2008年）でもアカデミー編集賞にノミネートされた。アメリカ映画編集者協会のメンバーである。

## 主なフィルモグラフィ
- ラブ IN ニューヨーク Night Shift (1982)
- スプラッシュ Splash (1984)
- コクーン Cocoon (1985)
- ガン・ホー Gung Ho (1986)
- 私立ガードマン/全員無責任 Armed and Dangerous (1986)
- ウィロー Willow (1988)
- ペット・セメタリー Pet Sematary (1989)
- バックマン家の人々 Parenthood (1989)
- バックドラフト Backdraft (1991)
- 遥かなる大地へ Far and Away (1992)
- ザ・ペーパー The Paper (1994)
- アポロ13 Apollo 13 (1995)
- 身代金 Ransom (1996)
- イン&アウト In & Out (1997)
- エドtv EDtv (1999)
- グリンチ How the Grinch Stole Christmas (2000)
- ビューティフル・マインド A Beautiful Mind (2001)
- ミッシング The Missing (2003)
- シンデレラマン Cinderella Man (2005)
- ダ・ヴィンチ・コード The Da Vinci Code (2006)
- フロスト×ニクソン Frost/Nixon (2008)
- 天使と悪魔 Angels & Demons (2009)
- ジョナ・ヘックス  Jonah Hex (2010)
- 僕が結婚を決めたワケ The Dilemma (2011)
- ラッシュ/プライドと友情 Rush (2013)
- 白鯨との闘い In the Heart of the Sea (2015)
- インフェルノ Inferno (2016)